# Amphoe Mae Poen
Amphoe Mae Poen (Thai: อำเภอ แม่เปิน) ist ein Landkreis (Amphoe – Verwaltungs-Distrikt) im westlichen Teil der Provinz Nakhon Sawan. Die Provinz Nakhon Sawan liegt im südlichen Teil der Nordregion von Thailand.

## Geographie
Benachbarte Distrikte (von Norden im Uhrzeigersinn): die Amphoe Mae Wong und Chum Ta Bong der Provinz Nakhon Sawan, die Amphoe Lan Sak und Ban Rai der Provinz Uthai Thani sowie Amphoe Umphang der Provinz Tak.

## Geschichte
Der Landkreis Mae Poen wurde am 15. Juli 1996 zunächst als „Zweigkreis“ (King Amphoe) eingerichtet, indem Tambon Mae Poen vom Amphoe Lat Yao abgetrennt wurde.
Mit der Veröffentlichung in der Royal Gazette „Issue 124 chapter 46“ vom 24. August 2007 erhielt Mae Poen offiziell den vollen Amphoe-Status.

## Verwaltung

### Provinzverwaltung
Der Landkreis Mae Poen ist in eine Tambon („Unterbezirke“ oder „Gemeinden“) eingeteilt, die sich weiter in 24 Muban („Dörfer“) unterteilen.
| Nr. | Name     | Thai  | Muban | Einw.  |
| --- | -------- | ----- | ----- | ------ |
| 01. | Mae Poen | แม่เปิน | 24    | 20.621 |

### Lokalverwaltung
Im Landkreis gibt es eine „Tambon-Verwaltungsorganisation“ (องค์การบริหารส่วนตำบล – Tambon Administrative Organization, TAO)
- Mae Poen (Thai: องค์การบริหารส่วนตำบลแม่เปิน) bestehend aus dem kompletten Tambon Mae Poen.